# Horodîșce, Markivka
Horodîșce (în ucraineană Городище) este un sat în comuna Sîceanske din raionul Markivka, regiunea Luhansk, Ucraina.

## Demografie
Componența lingvistică a localității Horodîșce
     Ucraineană (96,15%)
     Rusă (3,85%)
Conform recensământului din 2001, majoritatea populației localității Horodîșce era vorbitoare de ucraineană (96,15%), existând în minoritate și vorbitori de rusă (3,85%).